# Oltásügyi különkiadás
Az Oltásügyi különkiadás (South ParQ Vaccination Special) a South Park című amerikai animációs sorozat 309. része (a 24. évad 2. epizódja). Az Egyesült Államokban 2021. március 10-én mutatták be a Comedy Central műsorán, míg Magyarországon először öt nappal később, feliratosan, majd 2021. április 10-én szinkronosan is.
A cselekmény folytatja az előző epizódban megkezdettet: South Park lakói kétségbeesetten próbálnak hozzáférni a Covid-19 vakcinához. A másik történetszálon Stan, Kyle és Cartman barátsága is próbatételre kerül, és ezt Kenny sínyli meg legjobban. Mr. Garrison, aki már nem elnök, visszatér a városba, ahol ellenségesen fogadják, néhány oltásellenes QAnon-hívőt leszámítva. Az epizód nézettsége kiemelkedően jó volt, és a kritika is jól fogadta.

## Cselekmény
Az epizód a szokásos nyitószöveg elferdített változatával indít: "mindent rossz színben tüntetünk fel, a sztereotípiák károsak, tagadni őket még károsabb, se ezt, se a Muppet Show-t ne nézze senki."
Mr. Mackey és Thomas Adler elmennek egy Walgreens patikához, amit Covid-19 oltópontnak jelöltek ki. A helyet úgy ábrázolják, mintha egy elit klub lenne, ahová csak 55 év felett, daganatos betegeknek vagy rendvédelmiseknek lehet csak bemenni, ezért őket se engedik be. Az iskolában Cartman és Kenny megtréfálják a tanárukat, Mrs. Nelsont, elmondásuk szerint azért, hogy a Stannel és Kyle-lal kicsit megromlott barátságukat megerősítsék. Ketchupot kennek a tanárnő székére, hogy amikor beleül, azt higgye, hogy összementsruálta magát. A terv visszafelé sül el, ugyanis a magát megalázottnak érző tanárnő kiborul, közli, hogy ráadásul még oltást sem kaphatott, és ezt követően felmond. A tréfa egyáltalán nem tetszik se Stannek, se Kyle-nak, mert aggódnak, hogy mi lesz ezután.
Mr. Garrison visszatér South Parkba, miután már nem ő az Egyesült Államok elnöke. Megjelenik az iskolában a részére biztosított testőrrel, Szolgálat úrral, és újra a negyedikesek tanára lesz, azok őszinte bosszúságára. Stan, Kyle és Cartman összevesznek emiatt, ami felzaklatja Kennyt. A városban is fokozódik a feszültség, mert az öregek (akik rendkívül fiatalosan viselkednek, hiszen rájuk már nem vonatkoznak a korlátozások) mind megkapták már az oltást, de rajtuk kívül senki más. Mr. Garrison visszatérését a lakosság ellenszenvesen fogadja, kivéve Fehéréket. Fehér Bob elmondja neki, hogy követte a QAnon-t, és várja a titkos utasításokat, hogy hogyan lehetne megállítani az oltásokat, amelyekkel szerintük mikrochipeket ültetnek az emberekbe. Mikor erre Garrison dühösen úgy reagál, hogy "fossál a pöcsödből", Bob azt hiszi, hogy ez egy kódolt üzenet. Összehívja a város összes szélsőjobbosát, és megosztja velük, hogy megfejtette a szerinte rejtjelzett üzenetet, ami szerint azt kell tenniük, amit Garrison tesz. Mivel ő gyerekeket tanít, ezért Bob szerint nekik is ezt kell tenniük. Tanon néven indítanak olyan magántanári szolgáltatást, ahová azok a gyerekek járhatnak, akiket a szülei nem akarnak Garrisonhoz járatni. Az osztályban így csak két gyerek marad, ami feldühíti Garrisont, és végül eljut Fehérékhez
A fiúk elmennek Mr. Mackey-hez, hogy visszakaphassák a régi tanárukat, de ő azt mondja, hogy erre csak akkor van lehetőség, ha a tanárok is megkapják az oltásokat. Ennek hatására úgy döntenek, segítenek valahogy megfelelő mennyiségű oltóanyagot szerezni a Walgreens-ből. Kommuna Kölyköknek álcázva magukat mint idős emberek kísérői sikerül bejutniuk, de csak miután megvesztegettek egy öregasszonyt. Sikerül lopniuk egy tálcányi vakcinát, amivel elszaladnak. Felhívják Mrs. Nelsont, hogy megvan az oltóanyag, viszont hatalmas tömeg követi őket, akik oltást követelnek. Elmenekülnek, és a Mazsolák bezárt éttermében kezdenek el bújkálni. Cartman pénzért akarja árulni a vakcinákat, Stan maguknak akarja beadni őket, Kyle azt akarja, hogy cselekedjenek helyesen, de őt a szülei rábírják arra, hogy hozzon nekik oltóanyagot. Csak Kennyre tekintettel döntenek úgy, hogy félreteszik nézeteltéréseiket. Úton az iskolába az oltóanyaggal megállítja őket Scott Malkinson, aki a "Kis Kukik" tagja (akik elhitték a Tanon által nekik oktatottakat), és összeverekednek. Harcuk közben megérkeznek a városlakók is, hogy megszerezzék az oltásokat, ezért újra menekülni kényszerülnek.
Garrison elmegy Fehérékhez, és megkötözteti őket Szolgálat úrral. Ők elmondják neki az összeesküvés-elméletüket arról, hogy az elitek mindenkit manipulálnak, és ők érik el azt is, hogy városszerte utálják Garrisont. Bob megmutatja neki a pincében a felfedezéseit és igyekszik Garrisont a maga oldalára állítani. Ám még mielőtt el tudnának indulni, egyik pillanatról a másikra egy fagyos tájra kerülnek, az elitek mesterkedéseinek köszönhetően. Bobbal egy egérkurzor formájában játszadozni kezdenek, és különféle alakokká alakítják; ezt látva Garrison hozzájuk fordul, és a régi életét követeli tőlük. Az elitek (akik valószínűleg a South Park sorozat készítői) váratlanul átalakítják Szolgálat urat Kalap úrrá.
Ezalatt a fiúk megpróbálnak más módon bejutni az iskola épületébe, mert a tanárok nem akarnak kijönni. Újra összevesznek egymással, és amíg Kenny figyelmét lekötik, Stan, Kyle, és Cartman megbeszélik egymás közt, hogy csak Kenny miatt nem kellene erőltetni a barátságukat. Kidolgoznak egy 2-2-3-as rotációs rendszert, ami Kenny egyfajta gyerekfelügyelete lenne a részükről, és így nem okoznának neki fájdalmat. Kimennek az emberek közé a vakcinákkal, és arra készülnek, hogy áttörnek rajtuk, ám ekkor megjelenik Mr. Garrison. Közli velük, hogy szeretne bocsánatot kérni mindenkitől, és hogy Fehér úrtól (akit az elitek egy óriási pénisszé változtattak) azt tanulta meg, hogy mindig ahhoz kell húzni, akinek a legnagyobb hatalma van. Alkut kötött az elitekkel, akik az Air Israel segítségével mindenkinek elég vakcinát juttatnak a városba. Mire a fiúk bejutnak az iskolába a saját oltóanyagukkal, már késő, mert Mrs. Nelson covidos lett, amibe belehal. Maxi atya a temetésen közli, hogy mostantól örülniük kell, mert ők viszont túlélték, és úgy kell bulizniuk, mintha nem lenne holnap. A záró képsorokban a South Park sorozat különféle karaktereit láthatjuk bulizni, az öregeket visszaterelik az idősek otthonába, Stan, Kyle és Cartman barátságának viszont láthatóan vége.

## Fordítás
- Ez a szócikk részben vagy egészben  a   South ParQ Vaccination Special című angol Wikipédia-szócikk ezen változatának fordításán alapul.  Az eredeti cikk szerkesztőit annak laptörténete sorolja fel. Ez a jelzés csupán a megfogalmazás eredetét és a szerzői jogokat jelzi, nem szolgál a cikkben szereplő információk forrásmegjelöléseként.